# Lycodes albolineatus
Lycodes albolineatus es una especie de pez de la familia de los Zoarcidae en el orden de los perciformes.

## Morfología
- Los machos pueden llegar a alcanzar los 77 cm de longitud total y 3.700 g de peso.[1][2]

## Hábitat
Es un pez de mar y de aguas profundas que vive entre 155-830 m de profundidad.

## Distribución geográfica
Se encuentran en las Islas Kuriles y Kamchatka.

## Observaciones
Es inofensivo para los humanos.